# Adalbert Boros
Adalbert Boros (* 20. September 1908 in Erdőhegy, Komitat Arad, Königreich Ungarn, Österreich-Ungarn; † 6. Juni 2003 in Timișoara, Rumänien) war Titularerzbischof von Ressiana, Dompropst des Bistums Timișoara und Rektor des Priesterseminars Timișoara.

## Ausbildung
Adalbert Boros wurde 1908 im Banat geboren. Nachdem er von 1918 bis 1926 seine Gymnasialausbildung im Schulorden der Piaristen in Timișoara absolviert hatte, studierte er von 1926 bis 1934 Philosophie und Theologie an der Gregoriana in Rom als Alumnus des theologischen Kollegs Germanicum et Hungaricum de Urbe.

## Priesterlaufbahn
Am 30. Oktober 1932 empfing er die Priesterweihe. 1934 promovierte er in Philosophie und Theologie. Zurückgekehrt nach Rumänien wurde Adalbert Boros 1934 Professor für Dogmatik und Polemik am Priesterseminar in Timișoara, dessen Rektor er von 1947 bis 1949 war.

## Geheime Bischofsweihe
Im Oktober 1948 wurde das Priesterseminar per Dekret des kommunistischen Regimes geschlossen. Den Studenten wurde unter angedrohter Strafe untersagt, ihr Studium im Seminar abzuschließen. In dieser Situation sorgte Adalbert Boros dafür, dass die Studenten bei ihren Heimatpfarrern untergebracht und mit Lehrbriefen und Büchern heimlich auf die Examina und die Priesterweihe vorbereitet wurden.
Adalbert Boros wurde am 12. Dezember 1948 durch Gerald Patrick O’Hara, Bischof von Savannah und Regens der Apostolischen Nuntiatur, in der Kapelle der Nuntiatur in Bukarest die Bischofsweihe gespendet.

## Verhaftung und Gefängnis
Nach 1947 verlor die römisch-katholische Kirche in Rumänien ihre rechtliche Grundlage. Geistliche wurden verhaftet, Organisationen verboten und Besitztümer enteignet.
Vom 10. bis zum 17. September 1951 fand in Bukarest der stalinistische Schauprozess gegen die sogenannten „Spione des Vatikans“ statt. Adalbert Boros wurde am 10. März 1951 verhaftet und vor einem Militärtribunal in Bukarest zu lebenslanger Haft verurteilt. Davon verbüßte er 13 Jahre, zweieinhalb Jahre in Einzelhaft. Zusammen mit ihm wurden Bischof Augustin Pacha sowie weitere Mitglieder des Domkapitels verurteilt. Nach seiner Entlassung arbeitete er als Kaplan (Hilfspriester) in der Elisabethstadt.

## Letzte Jahre und Tod
Nach der Revolution von 1989 war er bereits zu alt, um das Bischofsamt auszuüben. Am 14. März 1990 ernannte ihn Papst Johannes Paul II. zum Erzbischof pro hac vice des Titularbistums Ressiana. Erzbischof Adalbert Boros nahm am 28. April 1990 an der Bischofsweihe von Sebastian Kräuter im Dom zu Timișoara teil. Am 14. August 1990 wurde er vom neugebildeten Timișoaraer Domkapitel zum Propst des Bistums gewählt.
Adalbert Boros starb am 6. Juni 2003 im Alter von 95 Jahren in Timișoara und wurde in der Domkrypta ebenda beigesetzt.